# Burgàs
Burgàs (en búlgar: Бургас) és una ciutat de Bulgària a la costa de la mar Negra a la badia de Burgàs. Té una població de 210.260 habitants (43.684 habitants el 1956). És la quarta ciutat del país després de Sofia, Plòvdiv i Varna. És capital de la província de Burgàs i centre turístic, industrial, amb refineries de petroli i petroquímiques i també pesquer, sent el segon port més important del país. La ciutat disposa d'aeroport.

## Història
Burgàs fou la clàssica Pyrgos (Πύργος), fundada per colons d'Apol·lònia de l'Euxí (Zozòpolis) com a punt d'observació militar inicialment contra un altre estat de la zona, la ciutat de Mesèmbria. A la zona també hi va haver els establiments de Castrition, Skafida i Rossokastron. Sota els romans es va dir Deultum i fou establerta com a colònia militar per Vespasià. Sota el domini romà d'Orient es va dir Pirgos (Πύργος, que vol dir "torre"). Va passar als otomans el 1367/1368 i fou una base naval otomana utilitzada durant les campanyes dels Balcans; fou també un lloc per la construcció de vaixells, especialment després de la batalla de Lepant (1571). Al segle xvii es deia Ahelo-Pirgas i s'estava convertint en una vila. Una comissió de reforma otomana la va visitar el 1784 i va agafar el nom de Burgàs; a començament del segle xix fou atacada algunes vegades pels bandits anomenats kurzdhali; fou una etapa dels russos en el seu avanç cap a Edirne el 1829. Hi va viure per un temps el poeta polonès Adam Mickiewicz (1855) i en aquest temps ja havia adquirit una certa preeminència economica. Al temps de la independència de Bulgària tenia tres mil habitants, la majoria grecs.
Una de les illes del Príncep, prop d'Istanbul, i 10 llocs d'Anatòlia occidental, porten també aquest nom.

## Atraccions
- Museu històric regional de Burgàs
- Museu Etnogràfic
- Museu de Natura i Ciència
- Galeria d'art
- Casa de l'Òpera
- Festival Internacional de Folklore

## Personatges
- Apostol Karamitev (1923–1973), actor
- Dimitar Dimitrov (nascut 1959), entrenador de futbol
- Georgi Chilikov (nascut 1978), futbolista
- Georgi Kostadinov (nascut 1950), boxejador campió olímpic
- Georgi Kaloyanchev (nascut 1925), actor
- Georgi Mihalev (nascut 1968), nedador
- Kostas Vàrnalis (1884–1974), poeta grec
- Nedyalko Yordanov (nascut 1940), escriptor
- Nikola Stanchev (nascut 1930), primer campió olímpic búlgar
- Petya Dubarova (1962–1979), poetessa
- Prodan Gardzhev (1936–2003), lluitador campió olímpic
- Radostin Kishishev (nascut 1974), futbolista
- Zlatko Yankov, (nascut 1966), futbolista
- Todor Kiselichkov, (nascut 1975), futbolista

## Agermanaments
- Alexandrúpoli, Grècia
- Batumi, Geòrgia[4]
- Gant, Bèlgica
- Miskolc, Hongria
- Krasnodar, Rússia
- Poti, Geòrgia
- Rotterdam, Països Baixos
- San Francisco, Estats Units
- Yalova, Turquia
- Yantai, República Popular de la Xina